# Isidore de Souza
Isidore de Souza (* 4. April 1934 in Ouidah; † 13. März 1999 in Cotonou) war ein beninischer römisch-katholischer Geistlicher und Erzbischof von Cotonou.

## Leben
Isidore de Souza empfing nach dem Studium der Katholischen Theologie und Philosophie am 8. Juli 1962 durch den Erzbischof von Cotonou, Bernardin Gantin, das Sakrament der Priesterweihe. Anschließend setzte de Souza seine Studien in Rom fort. Danach lehrte er am Institut supérieur de culture religieuse in Abidjan.
Am 17. Juli 1981 ernannte ihn Papst Johannes Paul II. zum Koadjutorerzbischof von Cotonou. Der Präsident des Päpstlichen Rates für Gerechtigkeit und Frieden, Bernardin Kardinal Gantin, spendete ihm am 8. Dezember desselben Jahres die Bischofsweihe; Mitkonsekratoren waren der Erzbischof von Abidjan, Bernard Yago, und der Erzbischof von Cotonou, Christophe Adimou.
Isidore de Souza wurde am 27. Dezember 1990 in Nachfolge des aus Altersgründen zurückgetretenen Christophe Adimou Erzbischof von Cotonou.
Seit 1998 war Isidore de Souza zudem Präsident der Regionalen Bischofskonferenz für das französischsprachige Westafrika.